# Liste der Baudenkmale in Emmendorf
In der Liste der Baudenkmale in Emmendorf sind alle Baudenkmale der niedersächsischen Gemeinde Emmendorf aufgelistet.  Die Quelle der IDs und der Beschreibungen ist der Denkmalatlas Niedersachsen. Der Stand der Liste ist der 8. November 2021.

## Emmendorf

### Einzeldenkmal in Emmendorf
| Lage                                         | Bezeichnung              | Beschreibung | ID       | Bild |
| -------------------------------------------- | ------------------------ | --- | -------- | ---- |
| Alte Dorfstraße 7 53° 1′ 20″ N, 10° 34′ 4″ O | Wohnhaus mit Einfriedung | Freistehendes, anderthalbgeschossiges Sichtbacksteingebäude auf hohem Sockel mit Putzquaderung, mit Drempelgeschoß in Zierfachwerk unter Walmdach. Polygonaler Standerker straßenseitig im Erdgeschoss. Verandaanbau an der Südseite mit darüberliegender Terrasse. Großes Zwerchhaus unter Krüppelwalmdach in der westlichen Dachfläche, weitere Zwerchhäuser in der nördlichen und südlichen Dachfläche, jeweils unter Satteldach. Straßenseitige Hofeinfriedung vor dem Haus als Eisenzaun mit rhythmischer Gliederung, im Süden anschließend als Backsteinmauer mit vorspringenden Pfeilern und satteldachartiger Rollschicht. | 31087557 | BW   |
| Bahnhofstraße 4 53° 1′ 23″ N, 10° 34′ 0″ O   | Wohnhaus                 | Freistehender, in den Straßenraum eingerückter, traufständiger Fachwerkbau mit Backsteinausfachung auf Backsteinsockel unter hohlpfannengedecktem Halbwalmdach. Eingeschossig, mit ausgebautem Dachgeschoss. Symmetrische Ostfassade mit mittigem Eingang. Am Nordgiebel abweichende Fachwerkkonstruktion mit anderer Geschosshöhe. | 31087594 | BW   |

### Ehem Baudenkmale in Emmendorf
| Lage                                       | Bezeichnung                  | Beschreibung | ID | Bild |
| ------------------------------------------ | ---------------------------- | ------------ | -- | ---- |
| Bahnhofstraße 3 53° 1′ 23″ N, 10° 34′ 1″ O | Wohn- und Wirtschaftsgebäude |              |    | BW   |

## Heitbrack

### Ehem Baudenkmalel in Heitbrack
| Lage                              | Bezeichnung                  | Beschreibung | ID | Bild |
| --------------------------------- | ---------------------------- | ------------ | -- | ---- |
| Nr. 4 53° 1′ 49″ N, 10° 35′ 37″ O | Wohn- und Wirtschaftsgebäude |              |    | BW   |